# Samuel E. Merwin
Samuel E. Merwin, född 31 augusti 1831, död 5 mars 1907, var en amerikansk politiker som var viceguvernör i Connecticut från 1889 till 1893.

## Tidigt liv
Samuel E. Merwin föddes i Brookfield, Connecticut, den 31 augusti 1831. Han fick sin tidigaste skolning i distriktets skola och undervisades sedan av en privatlärare. Vid 16 års ålder flyttade han till New Haven. Han var kontorist i en affär i tre år, sedan blev han affärspartner med sin far. Senare blev han verkställande direktör för New Haven and Yale National Banks. Han var officer i USA:s armé under amerikanska inbördeskriget.

## Politisk karriär
Merwin blev ledamot av Connecticuts senat för 4:e distriktet 1872, som den förste från Republikanerna någonsin från det distriktet. Han var delegat till Republikanernas nationella konvent 1884. Han valdes till viceguvernör i november 1888, och tjänstgjorde från den 10 januari 1889, medan Morgan Bulkeley var guvernör. Inför valet 1890 besegrade Merwin Bulkeley i tävlan om den republikanska kandidaturen till guvernörsvalet. Hans motståndare i valet fick en majoritet av mindre än hundra röster och valet överklagades. Det var dödläge i två år, till nästa val, och under tiden satt Bulkeley kvar som guvernör. Merwin fortsatte som viceguvernör under de åren.
Merwin var Republikanernas guvernörskandidat i valet 1892 också, och aspirerade på att bli kandidat även 1894. Han blev dock aldrig guvernör; 1892 vann demokraten Luzon B. Morris valet och 1894 blev Owen Vincent Coffin Republikanernas kandidat och vann valet.

## Senare år
Merwin avled den 5 mars 1907, efter tre års sjukdom.